# Sasha Boole
Sasha Boole, właśc. Ołeksandr Bułicz (ukr. Олександр Буліч, ur. 21 marca 1989 w Żytomierzu) – ukraiński wokalista i kompozytor, a także pisarz. Jego muzyka jest połączeniem gatunku country oraz indie folk.

## Życiorys
Urodził się w Żytomierzu, ale wychował się w Czerniowcach. Podczas studiów na Czerniowieckim Uniwersytecie Narodowym im. Jurija Fedkowycza nauczył się grać na gitarze i zaczął pisać muzykę oraz piosenki.
Jego pseudonim ma być kombinacją dwóch imienia oraz nazwiska dwóch osób: amerykańskiej aktorki porno Sashy Grey oraz angielskiego naukowca George'a Boole'a.
W 2016 wystąpił jako autor ścieżki dźwiękowej do filmu Dustards.
W kwietniu 2017 wziął udział we własnym maratonie dając 24 koncerty w przeciągu doby.
W październiku 2021 Boole wydał postapokaliptyczną powieść zatytułowaną Bluszcz. Boole jako inspirację do napisania książki wymienia amerykańskiego pisarza Cormaca McCarthy'ego.

## Dyskografia

### Albumy studyjne
- Vol. 1 (2013)
- Survival Folk (2014)
- Golden Tooth (2017)
- Too Old to Sell My Soul (2020)

#### Single
- Devil Got Too Much Business (2014)
- Дупа депутата (2016)
- Golden Tooth (2017)
- Зі смертю під вінець (2019)

## Publikacje
- Bluszcz (2021)